# Daniil Fominykh
Daniil Fominykh, né le 28 aout 1991 à Petropavlovsk,  est un coureur cycliste kazakh. Il a notamment été membre de l'équipe Astana de 2014 à 2020.

## Biographie
En catégorie junior, Daniil Fominykh est troisième du Tour de l'Abitibi en 2008. En 2010, 2012 et 2013, il est troisième du championnat du Kazakhstan du contre-la-montre élites. En 2012, il intègre l'équipe Astana Continental, réserve de l'équipe professionnelle Astana. L'année suivante, il est champion d'Asie du contre-la-montre espoirs,  neuvième du championnat du monde du contre-la-montre espoirs, et troisième du Tour du lac Qinghai.
En 2014, Daniil Fominykh est engagé par l'équipe Astana. En juin, il devient champion du Kazakhstan du contre-la-montre. Il participe au Tour d'Espagne, son premier grand tour, puis aux championnats du monde à Ponferrada, en Espagne. Avec Astana, il y est douzième du contre-la-montre par équipes. Il représente ensuite le Kazakhstan au contre-la-montre individuel, dont il prend la 38e place, et à la course en ligne, qu'il ne termine pas.
Lors de la dernière étape du Paris-Nice 2016, il est victime d'une lourde chute dans un ravin, après avoir raté un virage. Il souffre de plusieurs fractures. Au mois d'août il prolonge le contrat qui le lie à la formation Astana.
En 2018, il est sacré pour la deuxième fois champion du Kazakhstan du contre-la-montre, puis champion d'Asie du contre-la-montre l'année suivante.
À l'issue de la saison 2020, il n'est pas conservé par l'équipe Astana.

## Palmarès
- 2008
  - 3e de la Coupe des Nations Abitibi
- 2009
  -  Médaillé d'argent du championnat d'Asie du contre-la-montre juniors
- 2010
  - 3e du championnat du Kazakhstan du contre-la-montre
- 2012
  - 3e du championnat du Kazakhstan du contre-la-montre
- 2013
  -  Champion d'Asie du contre-la-montre espoirs
  - 3e du championnat du Kazakhstan du contre-la-montre
  - 3e du Tour du lac Qinghai
  - 9e du championnat du monde du contre-la-montre espoirs
- 2014
  -  Champion du Kazakhstan du contre-la-montre
- 2015
  - 2e du championnat du Kazakhstan du contre-la-montre
- 2017
  -  Champion d'Asie du contre-la-montre par équipes
- 2018
  -  Champion du Kazakhstan du contre-la-montre
- 2019
  -  Champion d'Asie du contre-la-montre
  -  Champion d'Asie du contre-la-montre par équipes
  - 3e du championnat du Kazakhstan du contre-la-montre
- 2021
  -  Champion du Kazakhstan du contre-la-montre

## Résultats sur les grands tours

### Tour d'Espagne
1 participation
- 2014 : abandon (20e étape)

## Classements mondiaux
| Année                                 | 2010 | 2011 | 2012 | 2013 | 2014 | 2015 | 2016  | 2017 | 2018  | 2019 | 2020 | 2021 |
| ------------------------------------- | ---- | ---- | ---- | ---- | ---- | ---- | ----- | ---- | ----- | ---- | ---- | ---- |
| UCI World Tour                        |      |      |      |      | nc   | nc   | nc    | 408e | 394e  |      |      |      |
| Classement mondial                    |      |      |      |      |      |      | 2373e | 784e | 930e  | 368e | nc   | 897e |
| UCI Europe Tour                       | nc   | nc   | nc   | nc   |      |      | 1848e | nc   | 1435e |      |      |      |
| UCI Asia Tour                         | 239e | nc   | 322e | 23e  |      |      | 584e  | 92e  | 161e  | 10e  | nc   | 29e  |
|                                       |      |      |      |      |      |      |       |      |       |      |      |      |
| Légende : nc = non classéSource : UCI |      |      |      |      |      |      |       |      |       |      |      |      |